# Aeropuerto de Majachkalá-Uytash

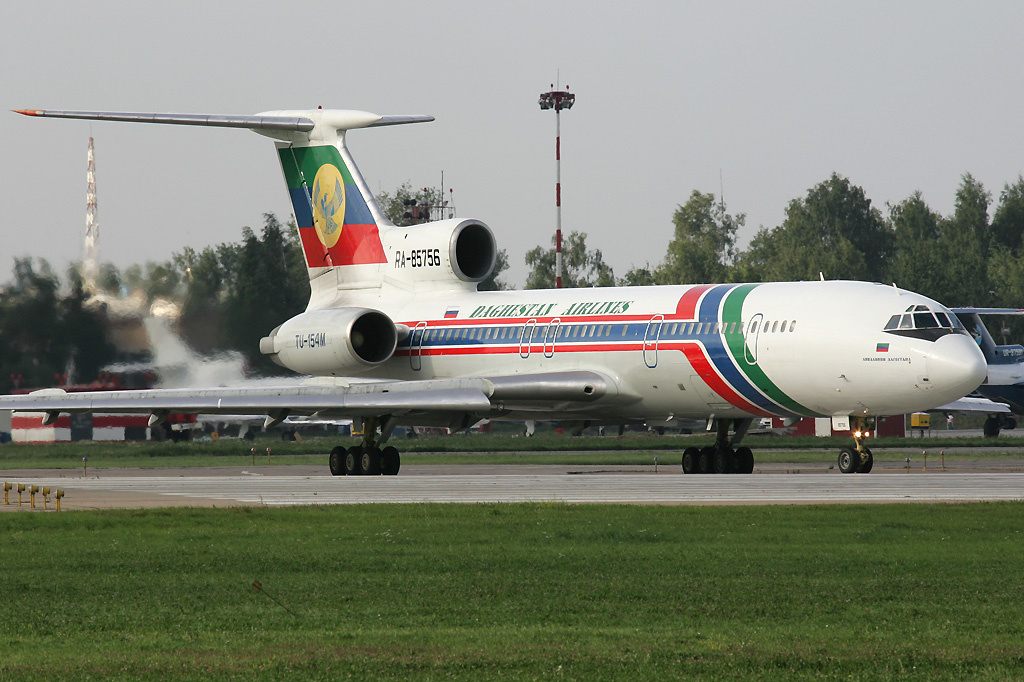
Un Tu-154 con el viejo esquema de colores de la aerolínea

El Aeropuerto de Majachkalá-Uytash (del ruso: Аэропорт Махачкала Уйташ) (IATA: MCX, ICAO: URML) es un aeropuerto ubicado 7 km al sudeste de Kaspiysk, y a unos 15 km al sudoeste de Majachkalá, capital de la República de Daguestán, Rusia. 
El aeropuerto es operado por la compañía "Aerolíneas de Daguestán" (del ruso: Авиалинии Дагестана)
El espacio aéreo está controlado desde el FIR de Mineralnie Vodi (ICAO: URMM).

## Pista
Cuenta con una pista de hormigón en dirección 14/32 de 2.640 x 42m (8.661 x 138pies).
El pavimento es del tipo 28/Р/С/Х/T, lo que permite la operación de aeronaves del tipo AN-12, An-24, An-26, An-28, AN-30, AN-32, AN-72, AN-74, IL-96, Il-18, Il-76, Tu-204, Tu-154, Tu-134, Yak-42, Yak-40, Boeing 737 y Bombardier CRJ200, así como todo tipo de helicópteros durante todo el año, 24 horas al día.
La plataforma cuenta con cuatro aparcamientos para reactores y decenas de aeronaves menores.

## Terminal
La terminal tiene capacidad para atender a 230 personas por hora. Cuenta con sala VIP.

## Aerolíneas y destinos
| Nombre compañía  | Destinos |
| ---------------- | --- |
| RusLine          | Moscú, Bakú, Biskek, Estambul, Krasnodar, Nizhnevartovsk, Novy Urengoy, Novosibirsk, Salejard, Sharjah, Sochi, San Petersburgo, Surgut, Ekaterinburgo |
| Gazpromavia      | Moscú |
| UTair Aviation   | Moscú |
| Yakutia Airlines | Moscú (desde el 2 de abril de 2012) |

## Historia
"Aerolíneas de Daguestán" nace el 3 de febrero de 1927, en que se decidió, por parte del gobierno de la República Autónoma Socialista Soviética de Daguestán la reserva de una parcela de terreno de una milla cuadrada para la construcción del aeropuerto. 
En 1931 empezaron los vuelos regulares en la línea Moscú-Tiflis, con escala en Majachkalá. En 1932 comenzó la construcción de la terminal.
A finales de 1938 comenzaron los vuelos regulares a Moscú con escala en las ciudades de Grozni, Mineralnie Vody, Rostov del Don, Járkov y Oriol. El vuelo duraba 14 horas.
En 1954 aterrizaron los primeros vuelos locales con aeronaves del tipo Antonov An-2 y en 1960 llegó el primer helicóptero Mil Mi-4. 
El 5 de mayo de 1971 empezaron a operar aviones turbohélice Antonov An-24.
Desde 1995 la empresa de opera aeronaves Tupolev Tu-154 en vuelos internacionales.
La flota actual de "Aerolíneas de Daguestán" se compone de 11 aviones: tres Tupolev Tu-154, un Tupolev Tu-154B-2, dos Tupolev Tu-134B, un Antonov An-24RV y helicópteros Mil Mi-8 y Mi-8 MTV.